# Le Retour de Dracula
Pour plus de détails, voir Fiche technique et Distribution.
Le Retour de Dracula (The Return of Dracula) est un film américain réalisé par Paul Landres, sorti en 1958.

## Synopsis
En Europe centrale, l'enquêteur John Meierman et plusieurs de ses assistants tentent de piéger le comte Dracula dans sa tombe dans un cimetière mais en ouvrant son cercueil, ils le trouvent vide. À proximité, Dracula, qui s'est enfui avant leur arrivée, monte à bord d'un train où il assassine Bellac Gordal, un artiste tchèque en route pour les États-Unis afin de rendre visite à sa famille élargie dans la petite communauté de Carleton en Californie. Dracula se fait passer pour Bellac et après son arrivée en Amérique, il est accueilli par la cousine de Bellac, Cora. Sont également présents ses enfants, le jeune Mickey et l'adolescente Rachel, particulièrement impatiente de revoir son cousin, car elle partage avec lui une passion pour l'art, notamment la création de vêtements. La famille trouve rapidement le comportement de Bellac excentrique, du fait qu'il maintienne un détachement social vis-à-vis d'eux. Le lendemain de l'arrivée de Bellac, le chat adoré de Mickey disparaît et est retrouvé mutilé dans un puits de mine abandonné.
À l'insu des autres, le faux Bellac a établi un lieu de repos secret dans la mine abandonnée, avec un cercueil où il va dormir. Rachel est déçue par son absence en journée, car elle espérait lui faire visiter la ville mais elle finit par le rencontrer au crépuscule. Il lui explique qu'il a passé la journée à peindre. Rachel part pour son service de nuit à la maison paroissiale locale, où elle s'occupe des résidents âgés et infirmes, dont une femme aveugle, Jennie. Après que Rachel a terminé son service, Jennie est réveillée par Bellac, qui lui propose de lui rendre la vue, avant de lui mordre le cou. Au matin, Rachel est appelée à la maison paroissiale et y est conduite par son petit ami, Tim. À son arrivée, Rachel trouve Jennie fiévreuse et hystérique, prétendant qu'un homme est entré dans sa chambre par la fenêtre. Lorsqu'elle tente de sortir du lit, Jennie s'effondre et meurt. Après les funérailles de Jennie, Cora et Rachel sont abordées par Mack Bryant, un détective nommé par Meierman. Il s'enquiert du cousin Bellac, tout en mentionnant qu'un homme non identifié a été jeté d'un train et est mort en Allemagne. Bellac se présente à la maison et Bryant examine ses dossiers d'immigration avant de rencontrer Meierman à l'extérieur pour divulguer ses découvertes.
Bellac se rend sur la tombe de Jennie dans le mausolée en vue de la réveiller depuis la mort. Plus tard, Bryant entend la voix de Jennie qui l'appelle dans les bois près de la gare. Lorsqu'il va enquêter, il est mortellement mutilé par un loup blanc. Ce soir-là, Rachel invite Bellac à participer à une fête costumée d'Halloween le lendemain à la maison paroissiale mais il refuse. De son côté, Rachel confronte Bellac au sujet de son isolement de la famille mais il reste évasif. Plus tard, Rachel s'endort en lisant et fait ce qui semble être un cauchemar dans lequel Bellac lui demande d'enlever le pendentif en forme de crucifix de Jennie de son cou. Il lui promet aussi la vie éternelle. À son réveil, Rachel trouve le crucifix sur le sol, ce qui lui fait penser qu'il ne s'agissait pas d'un rêve.
Meierman se rend à la maison paroissiale pour informer le révérend Whitfield de ses découvertes. Entre-temps, avant de se rendre à la fête d'Halloween, Rachel trouve dans la chambre de Bellac un portrait d'elle-même dans un cercueil. Lorsque son cousin apparaît en bas, elle est terrifiée de constater que son reflet n'apparaît pas dans un miroir. Tim arrive quelques instants plus tard, et Rachel part avec lui à la fête dans un état de transe. À la fête, Whitfield et Meierman parlent à Rachel, lui demandant de les aider à piéger Bellac. Après avoir trouvé la crypte de Jennie vide, Meierman, Whitfield et d'autres policiers surveillent le cimetière, où ils sont bientôt témoins du retour de Jennie dans sa crypte. Simultanément, Rachel quitte la fête et s'enfuit vers le puits de mine abandonné pour rendre visite à Dracula. Alors que Meierman plante un pieu dans le cœur de Jennie, la tuant définitivement, Le vampire s'effondre alors devant Rachel avant que Tim n'arrive sur place, après avoir suivi Rachel et la trouve hystérique. Tim tente d'escorter Rachel hors de la mine mais Bellac bloque leur sortie. 
Il hypnotise momentanément Tim mais celui-ci s'approche de lui avec le crucifix de Jennie dans les mains, forçant l'autre à tomber dans un puits en contrebas, où il est empalé dans le dos et la poitrine sur une grande barre d'acier, ce qui le tue.

## Fiche technique
Source principale de la fiche technique :
- Titre original : The Return of Dracula
- Titre français: Le Retour de Dracula
- Réalisation : Paul Landres, assisté de Bernard McEveety
- Scénario : Francis Lederer
- Direction artistique : James Dowell Vance
- Musique : Gerald Fried
- Décors :
- Costumes :
- Photographie : Jack MacKenzie
- Son :
- Montage : Sherman A. Rose
- Production : Arthur Gardner (en) et Jules V. Levy (en)
- Société de production : Gramercy Pictures
- Distribution :
  -  États-Unis : United Artists
  -  France :
- Budget : 125 000 $[2]
- Pays :  États-Unis
- Langue : anglais
- Format : Noir et blanc et couleurs - Son : Monophonique - 1,85:1 - Format 35 mm
- Genre : Film d'horreur
- Durée : 77 minutes
- Date de sortie :
  - États-Unis : Avril 1958

## Distribution
Source principale de la distribution :
- Francis Lederer : Comte Dracula, Bellac Gordal
- Norma Eberhardt : Rachel Mayberry
- Ray Stricklyn : Tim Hansen
- John Wengraf : John Merriman
- Virginia Vincent : Jennie Blake
- Gage Clarke : Reverent Dr. Whitfield
- Jimmy Baird : Mickey Mayberry
- Greta Granstedt (en) : Cora Mayberry
- Enid Yousen : Frieda